# Grbovnica
Grbovnica ili armal je vladarska povelja kojom se nekomu podjeljuje plemićki grb. Nastanak prvih grbovnica vezan je uz potrebu dokazivanja plemićkoga statusa radi očuvanja povlastica. U razdoblju od 12. do početka 14. stoljeća postoji određena sloboda u uzimanju i kreiranju grba. U 14. stoljeću potvrđuje se isključivo pravo vladara na podjelu grba, a istovremeno je vladarevo pravo potvrđeno time što vladari počinju posebnim poveljama dodjeljivati grbove koji su u takvim poveljama bili opisani i naslikani. Takve povelje dobile su naziv litterae armales od latinske riječi arma (oružje).
Grbovnice su pisane na pergamentu, a u sredini isprave oslikan je sam grb. U tekstu se navode zasluge zbog kojih pojedinac dobiva grb, te se točno opisuju svi elementi i boje grba. Sredinom 16. stoljeća grbovna se slika iz sredine grbovnice seli u gornji desni kut. U 17. stoljeću grbovnica poprima oblik knjige, u kojoj je grb oslikan ili na naslovnoj stranici ili na srednjoj stranici povelje.

## Povezane stranice
- Heraldika
- Grb